# Гребля на байдарках и каноэ на Универсиадах
Соревнования по гребле на байдарках и каноэ проводились на летних Универсиадах дважды — на Универсиадах 1987 и 2013 годов.

## Призёры соревнований

### Мужчины

#### Каноэ-одиночки, 200 метров (C-1, 200 м)
| Год  | Золото                 | Серебро                 | Бронза                  |
| ---- | ---------------------- | ----------------------- | ----------------------- |
| 2013 | Литва · Евгений Шуклин | Россия · Андрей Крайтор | Беларусь · Артём Козырь |

#### Каноэ-одиночки, 500 метров (C-1, 500 м)
| Год  | Золото                    | Серебро                      | Бронза                        |
| ---- | ------------------------- | ---------------------------- | ----------------------------- |
| 1987 | Румыния · Аурел Макаренку | СССР · Александр Калиниченко | Болгария · Raycho Karmadzhiev |
| 2013 | Литва · Евгений Шуклин    | Казахстан · Сергей Емельянов | Беларусь · Андрей Богданович  |

#### Каноэ-одиночки, 1000 метров (C-1, 1000 м)
| Год  | Золото                    | Серебро                      | Бронза                  |
| ---- | ------------------------- | ---------------------------- | ----------------------- |
| 1987 | Румыния · Аурел Макаренку | СССР · Александр Калиниченко | Югославия · Иван Шабьян |
| 2013 | Венгрия · Тамаш Кишш      | Казахстан · Сергей Емельянов | Россия · Илья Штокалов  |

#### Каноэ-двойки, 200 метров (C-2, 200 м)
| Год  | Золото                                 | Серебро                                | Бронза                                  |
| ---- | -------------------------------------- | -------------------------------------- | --------------------------------------- |
| 2013 | Россия · Виктор Мелантьев · Иван Штыль | Чехия · Ярослав Радонь · Филип Дворжак | Беларусь · Глеб Солодуха · Денис Махлай |

#### Каноэ-двойки, 500 метров (C-2, 500 м)
| Год  | Золото                                 | Серебро                                  | Бронза                                     |
| ---- | -------------------------------------- | ---------------------------------------- | ------------------------------------------ |
| 1987 | СССР · Юрий Гурин · Валерий Вешко      | Румыния · Vasile Lehaci · Георге Андриев | Венгрия · Szigethy · Salanky               |
| 2013 | Россия · Виктор Мелантьев · Иван Штыль | Чехия · Ярослав Радонь · Филип Дворжак   | Польша · Томаш Качор · Винцент Сломиньский |

#### Каноэ-двойки, 1000 метров (C-2, 1000 м)
| Год  | Золото                                    | Серебро                                | Бронза                                     |
| ---- | ----------------------------------------- | -------------------------------------- | ------------------------------------------ |
| 1987 | СССР · Юрий Гурин · Валерий Вешко         | Канада · David Frost · Eric Smith      | Румыния · Vasile Lehaci · Георге Андриев   |
| 2013 | Россия · Виктор Мелантьев · Илья Первухин | Чехия · Ярослав Радонь · Филип Дворжак | Польша · Томаш Качор · Винцент Сломиньский |

#### Каноэ-четвёрки, 200 метров (C-4, 200 м)
| Год  | Золото                                                                           | Серебро                                                                         | Бронза                                                                 |
| ---- | -------------------------------------------------------------------------------- | ------------------------------------------------------------------------------- | ---------------------------------------------------------------------- |
| 2013 | Россия · Кирилл Шамшурин · Андрей Крайтор · Александр Коваленко · Николай Липкин | Беларусь · Сергей Приволькин · Денис Реут · Андрей Богданович · Дмитрий Пивовар | Чехия · Войтех Русо · Дан Драгокоупиль · Томаш Янда · Радек Мисковский |

#### Каноэ-четвёрки, 500 метров (C-4, 500 м)
| Год  | Золото                                                                     | Серебро                                                                        | Бронза                                                                              |
| ---- | -------------------------------------------------------------------------- | ------------------------------------------------------------------------------ | ----------------------------------------------------------------------------------- |
| 2013 | Россия · Кирилл Шамшурин · Михаил Павлов · Павел Петров · Алексей Бовдурец | Украина · Виталий Вергелес · Денис Камерилов · Дмитрий Янчук · Эдуард Шеметило | Узбекистан · Ильдар Каюмов · Мирзиёджон Хожиев · Дильшод Юлдашев · Мураджон Азметов |

#### Каноэ-четвёрки, 1000 метров (C-4, 1000 м)
| Год  | Золото                                                                         | Серебро                                                                          | Бронза                                                                |
| ---- | ------------------------------------------------------------------------------ | -------------------------------------------------------------------------------- | --------------------------------------------------------------------- |
| 2013 | Украина · Виталий Вергелес · Денис Камерилов · Дмитрий Янчук · Эдуард Шеметило | Россия · Кирилл Шамшурин · Расул Ишмухамедов · Павел Петров · Владимир Федосенко | Польша · Пётр Кулета · Михал Кудла · Матеуш Каминьский · Патрик Сколь |

#### Байдарки-одиночки, 200 метров (K-1, 200 м)
| Год  | Золото                    | Серебро                 | Бронза                  |
| ---- | ------------------------- | ----------------------- | ----------------------- |
| 2013 | Литва · Игнас Навакаускас | Италия · Манфреди Рицца | Россия · Олег Харитонов |

#### Байдарки-одиночки, 500 метров (K-1, 500 м)
| Год  | Золото                        | Серебро                  | Бронза                    |
| ---- | ----------------------------- | ------------------------ | ------------------------- |
| 1987 | США · Олни Кент               | Румыния · Йонел Лецкаие  | Венгрия · Аттила Абрахам  |
| 2013 | Португалия · Фернанду Пимента | Германия · Мартин Шуберт | Россия · Виктор Андрюшкин |

#### Байдарки-одиночки, 1000 метров (K-1, 1000 м)
| Год  | Золото                        | Серебро                   | Бронза                    |
| ---- | ----------------------------- | ------------------------- | ------------------------- |
| 1987 | Норвегия · Мортен Иварсен     | Италия · Alessandro Pieri | Румыния · Йонел Лецкаие   |
| 2013 | Португалия · Фернанду Пимента | Беларусь · Олег Юреня     | Польша · Рафал Росольский |

#### Байдарки-двойки, 200 метров (K-2, 200 м)
| Год  | Золото                                       | Серебро                                    | Бронза                                  |
| ---- | -------------------------------------------- | ------------------------------------------ | --------------------------------------- |
| 2013 | Россия · Юрий Постригай · Александр Дьяченко | Словакия · Мирослав Златько · Любомир Бенё | Польша · Себастьян Шипула · Давид Путто |

#### Байдарки-двойки, 500 метров (K-2, 500 м)
| Год  | Золото                                    | Серебро                                  | Бронза                                           |
| ---- | ----------------------------------------- | ---------------------------------------- | ------------------------------------------------ |
| 1987 | Румыния · Даньел Стоян · Анджелин Веля    | ФРГ Niels Ellwanger Carsten Lömker       | Польша · Robert Chwiałkowski · Войцех Курпевский |
| 2013 | Беларусь · Денис Жигадло · Виталий Белько | Польша · Павел Шандрах · Мариуш Куявский | Россия · Евгений Луканцов · Дмитрий Гудимов      |

#### Байдарки-двойки, 1000 метров (K-2, 1000 м)
| Год  | Золото                                   | Серебро                                     | Бронза                                      |
| ---- | ---------------------------------------- | ------------------------------------------- | ------------------------------------------- |
| 1987 | ФРГ Niels Ellwanger Carsten Lömker       | Румыния · Даньел Стоян · Анджелин Веля      | Венгрия · Béla Petrovics · Kálmán Petrovics |
| 2013 | Польша · Павел Шандрах · Мариуш Куявский | Россия · Виталий Юрченко · Василий Погребан | Венгрия · Мате Петрович · Гергей Часар      |

#### Байдарки-четвёрки, 200 метров (K-4, 200 м)
| Год  | Золото                                                                        | Серебро                                                                           | Бронза                                                                   |
| ---- | ----------------------------------------------------------------------------- | --------------------------------------------------------------------------------- | ------------------------------------------------------------------------ |
| 2013 | Россия · Кирилл Ляпунов · Александр Николаев · Артём Кононюк · Олег Харитонов | Украина · Евгений Карабута · Максим Бильченко · Александр Сенкевич · Игорь Трунов | Польша · Себастьян Шипула · Денис Амброзяк · Бартош Стабно · Давид Путто |

#### Байдарки-четвёрки, 500 метров (K-4, 500 м)
| Год  | Золото                                                                              | Серебро | Бронза                                                                    |
| ---- | ----------------------------------------------------------------------------------- | --- | ------------------------------------------------------------------------- |
| 1987 | Польша · Анджей Гаевский · Robert Chwiałkowski · Войцех Курпевский · Гжегож Кравцов | Румыния · Alexandru Popa · Йонел Лецкаие · Polocoser · Николае Федосей · СССР · Сергей Колоколов · Сергей Корнеевец · Kirga · Sekira |                                                                           |
| 2013 | Россия · Кирилл Ляпунов · Александр Сергеев · Виктор Андрюшкин · Олег Жестков       | Беларусь · Павел Медведев · Денис Жигадло · Артур Литвинчук · Виталий Белько                                                         | Польша · Павел Шандрах · Мариуш Куявский · Себастьян Шипула · Давид Путто |

#### Байдарки-четвёрки, 1000 метров (K-4, 1000 м)
| Год  | Золото                                                                        | Серебро                                                                                   | Бронза |
| ---- | ----------------------------------------------------------------------------- | ----------------------------------------------------------------------------------------- | --- |
| 1987 | Венгрия · Аттила Абрахам · Zsolt Böjti · Béla Petrovics · Kálmán Petrovics    | Польша · Гжегож Кравцов · Robert Chwiałkowski · Войцех Курпевский · Krzysztof Szczepański | Румыния · Alexandru Popa · Йонел Константин · Йонел Лецкаие · Николае Федосей                                                                 |
| 2013 | Россия · Олег Жестков · Максим Спесивцев · Алексей Востриков · Николай Чернов | Польша · Павел Флорчак · Рафал Росольский · Мартин Бжезинский · Бартош Стабно             | Беларусь · Павел Медведев · Иван Цуранов · Олег Юреня · Артур Литвинчук · Венгрия · Аттила Таш Тот · Арон Шцхенк · Ласло Ковач · Гергей Часар |

### Женщины

#### Байдарки-одиночки, 200 метров (K-1, 200 м)
| Год  | Золото                      | Серебро                       | Бронза                     |
| ---- | --------------------------- | ----------------------------- | -------------------------- |
| 2013 | Россия · Наталья Подольская | Беларусь · Маргарита Тишкевич | Сербия · Николина Молдован |

#### Байдарки-одиночки, 500 метров (K-1, 500 м)
| Год  | Золото                      | Серебро                     | Бронза                   |
| ---- | --------------------------- | --------------------------- | ------------------------ |
| 1987 | Польша · Изабеля Дылевская  | Румыния · Текла Маринеску   | СССР · Ирина Хмелевская  |
| 2013 | Беларусь · Марина Литвинчук | Польша · Эдита Дзенишевская | Сербия · Милица Старович |

#### Байдарки-двойки, 200 метров (K-2, 200 м)
| Год  | Золото                                      | Серебро                                       | Бронза                                          |
| ---- | ------------------------------------------- | --------------------------------------------- | ----------------------------------------------- |
| 2013 | Беларусь · Ольга Худенко · Марина Литвинчук | Сербия · Николина Молдован · Оливера Молдован | Россия · Наталья Проскурина · Анастасия Лаврова |

#### Байдарки-двойки, 500 метров (K-2, 500 м)
| Год  | Золото                                             | Серебро                                     | Бронза                                        |
| ---- | -------------------------------------------------- | ------------------------------------------- | --------------------------------------------- |
| 1987 | Румыния · Luminata Munteanu · Marina Ciiucur       | СССР · Нелли Корбукова · Cheslova           | Канада · Барбара Олмстед · Nancy Olmsted      |
| 2013 | Беларусь · Александра Гришина · Маргарита Тишкевич | Россия · Наталия Лобова · Анастасия Лаврова | Сербия · Николина Молдован · Оливера Молдован |

#### Байдарки-четвёрки, 200 метров (K-4, 200 м)
| Год  | Золото                                                                           | Серебро                                                                           | Бронза                                                                      |
| ---- | -------------------------------------------------------------------------------- | --------------------------------------------------------------------------------- | --------------------------------------------------------------------------- |
| 2013 | Беларусь · Маргарита Тишкевич · Надежда Попок · Ольга Худенко · Марина Литвинчук | Россия · Наталья Подольская · Вера Собетова · Анастасия Сергеева · Наталия Лобова | Испания · Айнара Портела · Лаура Педруэло · Мария Корбера · Бегония Ласкано |

#### Байдарки-четвёрки, 500 метров (K-4, 500 м)
| Год  | Золото                                                                      | Серебро                                                                           | Бронза                                                                                        |
| ---- | --------------------------------------------------------------------------- | --------------------------------------------------------------------------------- | --------------------------------------------------------------------------------------------- |
| 1987 | Румыния · Текла Маринеску · Marina Ciiucur · Anna Larie · Luminata Munteanu | СССР · Нелли Корбукова · Cheslova · Екатерина Кониовская · Anzhela Nadtochayeva   | Польша · Изабеля Дылевская · Lacka · Lewicka · Stanny                                         |
| 2013 | Беларусь · Софья Юрченко · Надежда Попок · Ольга Худенко · Марина Литвинчук | Россия · Наталья Проскурина · Инга Гуржей · Светлана Черниговская · Елена Анюшина | Польша · Агнешка Ковальчик · Эвелина Войнаровская · Эдита Дзенишевская · Магдалена Круковская |

## Медальный зачёт
суммарно медали для страны во всех видах соревнований
| Место           | Страна          | Золото | Серебро | Бронза | Всего |
| --------------- | --------------- | ------ | ------- | ------ | ----- |
| 1               | Россия          | 10     | 6       | 5      | 21    |
| 2               | Беларусь        | 6      | 4       | 4      | 14    |
| 3               | Румыния         | 5      | 4       | 4      | 13    |
| 4               | Польша          | 3      | 4       | 10     | 17    |
| 5               | Литва           | 3      | 0       | 0      | 3     |
| 6               | СССР            | 2      | 5       | 1      | 8     |
| 7               | Венгрия         | 2      | 0       | 5      | 7     |
| 8               | Португалия      | 2      | 0       | 0      | 2     |
| 9               | Германия        | 1      | 2       | 0      | 3     |
| 9               | Украина         | 1      | 2       | 0      | 3     |
| 11              | Норвегия        | 1      | 0       | 0      | 1     |
| 11              | США             | 1      | 0       | 0      | 1     |
| 13              | Чехия           | 0      | 3       | 1      | 4     |
| 14              | Италия          | 0      | 2       | 0      | 2     |
| 14              | Казахстан       | 0      | 2       | 0      | 2     |
| 16              | Сербия          | 0      | 1       | 3      | 4     |
| 17              | Канада          | 0      | 1       | 1      | 2     |
| 18              | Словакия        | 0      | 1       | 0      | 1     |
| 19              | Болгария        | 0      | 0       | 1      | 1     |
| 19              | Испания         | 0      | 0       | 1      | 1     |
| 19              | Узбекистан      | 0      | 0       | 1      | 1     |
| 19              | Югославия       | 0      | 0       | 1      | 1     |
| Всего стран: 22 | Всего стран: 22 | 37     | 37      | 38     | 112   |